# Schwefelbach (Selke)
Der Schwefelbach ist ein linker Nebenfluss der Selke mit der Flussordnungszahl 5.

## Verlauf
Am Fuße des Mittelbergs, südlich des Conrodfeld entspringt der Schwefelbach auf 395 m ü. NHN Höhe. Die Quelle liegt an einem als Langer Weg bezeichneten Waldweg, 50 m oberhalb der Wegkreuzung mit einem Feldweg genannten Waldweg. Der Lange Weg verläuft fast über die gesamte Länge des Schwefelbachs parallel zu diesem.
Bei Alexisbad mündet der Schwefelbach, nur wenig unterhalb des aus Harzgerode kommenden Lange Tal Bachs, in die Selke. Kurz zuvor überquert die Selketalbahn den Bach. In der Nähe befindet sich eine Schwefelbrücke genannte gelbe Brücke über die Selke.